# Цао Кунь
Цао Кунь (спрощ.: 曹锟; кит. трад.: 曹錕; піньїнь: Cáo Kūn; 12 грудня 1862 — 15 травня 1938) — китайський державний і політичний діяч, президент Китайської Республіки в 1923—1924 роках.

## Життєпис
Народився в бідній родині в Тяньцзіні. Під час війни з Японією 1894 року вступив до війська та був відряджений на до Кореї. Після завершення бойових дій долучився до бейянської армії Юань Шикая. Після цього зробив швидку кар'єру, заслуживши довіру Юань Шикая.
Отримавши звання генерала, Цао Кунь після смерті Фен Гочжана очолив Чжилійську кліку. Під час виборів 1918 року Дуань Ціжуй пообіцяв йому посаду віце-президента, втім та спроба провалилась, оскільки більшість Національної асамблеї залишила засідання, тим самим позбавивши його кворуму. Цао Кунь вирішив, що Дуань Ціжуй зрадив його, тому завдав йому поразки в битві 1920 року. Він змусив відмовитись від влади Сюй Шічана й Лі Юаньхуна та став президентом, підкупивши членів асамблеї. Його правління в Пекіні тривало трохи більше року.
1923 року Цао Кунь ухвалив нову конституцію, що проголошувала демократичні цінності, втім де-факто вона не діяла.
В жовтні наступного року, під час війни проти Чжан Цзоліня, генерал Фен Юсян зрадив Цао Куня та взяв його під варту. Результатом таких дій став Пекінський переворот. Окупувавши Пекін, Фен Юсян змусив Цао Куня відмовитись від влади. Брат президента Цао Жуї був узятий під домашній арешт, а потім він скоїв самогубство. Цао Кунь був звільнений за два роки. Помер колишній президент у травні 1938 у власному будинку в Тяньцзіні.